# مگید
مگید (عبری: מַגִּיד) نام سنتی برای مبلغ یهودی در اروپای شرقی است که در تورات و داستانهای آن مهارت دارد. در بین ِ یهودیان ِ اروپا دوگونه روحانی یهودی وجود داشته است ، دانشمند یهودی یا ربی (حاخام) و مبلغ یهودی یا مگید. همانند صوفسطائیان ِ یونانی مگیدها معمولاً به سئوالات عامه مردم پاسخ میداده‌اند. از این رو حاخام معمولاً به تحقیق و مگید معمولاً به تبلیغ میپردازد. مگید نسبت به ربی دارای عامه پسندی بیشتری است زیرا مسائل را به صورت ساده‌تری بیان می کند که برای عامه مردم قابل فهم است. 

## ارتباط با ماشیا
یهودستیزی شدید در قرن ۱۵ و ۱۶ میلادی باعث شد احساسات مسیحایی زیادی در بین یهودیان شکل بگیرد. در این زمان تعدادی از مگیدها تلاش میکردند تا امید مسیح را به یهودیان بازگردانند. در این زمان آنها بر اساس ایده رستگاری از طریق قبّاله که اسحاق لوریا آن را در قرن ۱۶ درس میداد اقدام به تبلیغ میکردند. اشر لملین که در آلمان مبلغ بود اعلام میکرد که مسیح در سال۱۵۰۲ میلادی خواهد آمد. بهر پرلهفتر معمولاً اولین مگید جنبش شبتایی در نظر گرفته میشود.پرلهفتر بعد از مرگ شبتای زوی شروع به تبلیغ ایده های مسیحایی او کرد. 